# Macorima-teri
Macorima-teri est une localité de la paroisse civile de Mavaca dans la municipalité d'Alto Orinoco dans l'État d'Amazonas au Venezuela au confluent des ríos Manaviche et Guyapotove.